# 44-й Венецианский кинофестиваль
44-й Венецианский международный кинофестиваль проходил в Венеции (Италия) с 29 августа по 9 сентября 1987 года.

## Жюри
- Ирен Папас (председатель жюри, Греция)[1]
- Сабин Азема (Франция),
- Джон Бэйли (США),
- Аня Брайен (Норвегия),
- Беатрис Гуидо (Аргентина),
- Карло Лиццани (Италия),
- Карой Макк (Венгрия),
- Сергей Соловьёв (СССР),
- Витторио Стораро (Италия),
- Ана Каролина (Бразилия),
- Майкл Йорк (Великобритания),
- Регина Циглер (ГДР).

## Фильмы в конкурсе
- Суррогатная мать, режиссёр Им Квон Тхэк
- До свидания, дети, режиссёр Луи Маль
- Морис, режиссёр Джеймс Айвори
- Парень из Калабрии, режиссёр Луиджи Коменчини
- Очки в золотой оправе, режиссёр Джулиано Монтальдо
- Да здравствует синьора!, режиссёр Эрманно Ольми
- Желаемой, режиссёр Паолу Роша
- Божественные слова, режиссёр Хосе Луис Гарсиа Санчес
- Гиг-гип-ура!, режиссёр Челль Греде
- Призрачная долина, режиссёр Ален Таннер
- Если бы солнце не всходило, режиссёр Клод Горетта
- Родной отель, режиссёр Умер Кавур
- Сезон чудовищ, режиссёр Миклош Янчо
- Плюмбум, или Опасная игра, режиссёр Вадим Абдрашитов
- Игорный дом, режиссёр Дэвид Мэмет
- Сделано в Раю, режиссёр Алан Рудольф
- The Tale of Ruby Rose, режиссёр Роджер Скоулс
- Le sourd dans la ville, режиссёр Мирей Данзеро
- Comédie!, режиссёр Жак Дуайон
- Quartiere, режиссёр Сильвано Агости
- Al rajol al mohajab, режиссёр Марун Багдади
- Marusa no onna, режиссёр Дзюдзо Итами
- Oridathu, режиссёр Говиндан Аравиндан

## Награды
- Золотой лев: До свидания, дети, режиссёр Луи Маль
- Серебряный лев:
  - Морис, режиссёр Джеймс Айвори
  - Да здравствует синьора!, режиссёр Эрманно Ольми
- Особый приз жюри: Гиг-гип-ура!, режиссёр Челль Греде
- Кубок Вольпи за лучшую мужскую роль: Джеймс Уилби и Хью Грант — Морис, режиссёр Джеймс Айвори
- Кубок Вольпи за лучшую женскую роль: Канг Су Ен — Суррогатная мать
- Золотой лев за вклад в мировой кинематограф: Луиджи Коменчини и Джозеф Лео Манкевич
- Золотые Озеллы:
  - Золотые Озеллы за лучший оригинальный сценарий — Игорный дом, сценарист Дэвид Мэмет
  - Золотые Озеллы за лучшую работу оператора — Гиг-гип-ура!, режиссёр Стан Хольмберг
  - Золотые Озеллы за лучшую музыку — Морис, Ричард Роббинс)
  - Золотые Озеллы за лучшие декорации и костюмы — Очки в золотой оправе, Нана Чекки и Лучано Риччери
- Почётное упоминание:
  - Сезон чудовищ (Миклош Янчо)
- Золотая медаль президента Сената:
  - Плюмбум, или Опасная игра, Вадим Абдрашитов
- Золотой лев за вклад в мировой кинематограф:
  - Луиджи Коменчини и Джозеф Лео Манкевич
- Golden Ciak
  - Лучший фильм — Игорный дом, (Дэвид Мэмет)
  - Лучший актёр — Мужчина в вуали, (Бернар Жиродо)
  - Лучшая актриса — Сделано в Раю, (Келли МакГиллис)
- Special Golden Ciak
  - До свидания, дети, Луи Маль
- Высшая правительственная награда в Италии
  - Мориц Де Хадельн
- Приз международной ассоциации кинокритиков (ФИПРЕССИ):
  - Взломщик, Эмер Кавур
  - Да здравствует синьора!, Эрманно Ольми
  - Взломщик, Валерий Огородников
- Приз Международной Католической организации в области кино (OCIC):
  - До свидания, дети, Луи Маль
  - Приз Международной Католической организации в области кино — почётное упоминание — Глухой в городе, (Мирей Данзеро)
- Награда UNICEF:
  - До свидания, дети, Луи Маль
- Награда UNESCO:
  - Корм для дракона, Ян Шутте
- Кубок Пазинетти
  - Лучший фильм — Игорный дом, Дэвид Мэмет
  - Лучший актёр — Парень из Калабрии, Джан Мария Волонте
  - Лучшая актриса — The Tale of Ruby Rose, Melita Jurisic)[2]
- Награда Пьетро Биянчи:
  - Дино Ризи
- Elvira Notari Prize
  - The Tale of Ruby Rose, (Роджер Скоулс)[2]
- Sergio Trasatti Award
  - До свидания, дети, Луи Маль
- Cinecritica Award
  - Корм для дракона, Ян Шутте
  - Игорный дом, Дэвид Мэмет
- Award of the Society for Psychology
  - Да здравствует синьора!, Эрманно Ольми

## Примечание
1. ↑  Juries for the 1980′s. Дата обращения: 8 октября 2013. Архивировано 30 августа 2012 года.
2. 1 2  Roger Scholes – writer, director, cinematographer. Дата обращения: 5 октября 2013. Архивировано 7 октября 2013 года.